# Rosa Russo Iervolino

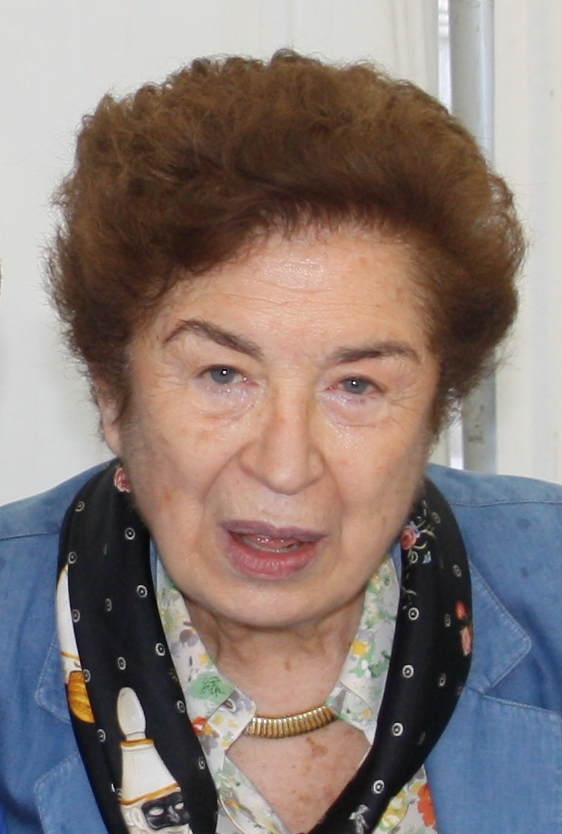
Rosa Russo Iervolino (2010)

Rosa Russo Iervolino (eigentlich Rosa Iervolino Russo, auch in der Schreibweise Jervolino; * 17. September 1936 in Neapel als Rosa Iervolino) ist eine italienische Politikerin. Sie war zwischen 1987 und 1999 als Regierungsmitglied an der Spitze verschiedener Ministerien (u. a Bildung und Inneres) sowie von 1992 bis 1994 letzte Präsidentin der Democrazia Cristiana. Von 2001 bis 2011 war sie Bürgermeisterin von Neapel.

## Familie und Beruf
Rosa Russo Iervolino ist die Tochter von Maria De Unterrichter Jervolino und Angelo Raffaele Jervolino. Ihre aus Südtirol stammende Mutter war Mitglied der italienischen Abgeordnetenkammer und Staatssekretärin für Bildung von 1954 bis 1959 sowie für Gesundheit 1963. Ihr Vater war 1948 bis 1950 Postminister und 1962 bis 1963 Minister für Gesundheit. Ihr Urgroßonkel Franz von Unterrichter war Mitglied der Frankfurter Nationalversammlung.
Sie ist promovierte Juristin. Ihre Dissertation behandelte das Thema der „Gleichbezahlung von Männern und Frauen“ in der Arbeitswelt. Von 1961 bis 1968 war sie beim Italienischen Rat für Wirtschaft und Arbeit (CNEL) angestellt und anschließend arbeitete sie von 1968 bis 1973 für das italienische Finanzministerium.
Russo Iervolino ist Witwe eines Arztes und hat drei Kinder, Michele, Maria Cristina und Francesca.

## Politische Karriere

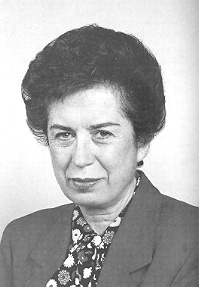
Rosa Russo Iervolino als Abgeordnete im Jahr 1994

Rosa Iervolino trat 1954 der Democrazia Cristiana (DC) bei, in der auch schon ihre Eltern aktiv waren. Von 1968 bis 1978 war sie Vizepräsidentin des Italienischen Frauenzentrums, das der Democrazia Cristiana nahesteht. 1979 wurde sie erstmals in den Senat gewählt (1992 legte sie ihr Mandat nieder) und war von 1985 bis 1987 Vorsitzende des parlamentarischen Ausschusses für die Aufsicht über den öffentlichen Rundfunk RAI. 
Von 1987 bis 1992 war sie Sozialministerin (ein damals neugeschaffenes Ministerium) unter den Ministerpräsidenten Giovanni Goria, Ciriaco De Mita und Giulio Andreotti. Von 1992 bis 1994 war sie Bildungsministerin unter Giuliano Amato und Carlo Azeglio Ciampi. In dieser Position lehnte sie es ab, Anti-AIDS-Comics mit Lupo Alberto an Schulen zu verteilen, in denen über die richtige Anwendung von Kondomen aufgeklärt wird. Russo Iervolino initiierte eine Schulreform: Die einzelnen Schulen sollten eigene Rechtspersönlichkeit und finanzielle Autonomie bekommen. Kritiker befürchteten jedoch, dass damit eine geringere finanzielle Ausstattung und größere Klassen einhergehen würden, weshalb es starke Widerstände und Proteste dagegen gab.
Als Nachfolgerin Ciriaco De Mitas wurde sie 1992 zur Präsidentin des nationalen Kongresses der Democrazia Cristiana gewählt. Damit war sie – als erste Frau – formell Vorsitzende der größten Partei des Landes, die tagespolitische Führung hatte jedoch traditionell der „nationale Sekretär“ (damals Mino Martinazzoli) inne. Die DC war infolge der Mani-pulite-Ermittlungen, die einen massiven Korruptionsskandal (Tangentopoli) zutage förderten, sowie Mafia-Vorwürfen gegen den langjährigen DC-Führer und mehrmaligen Ministerpräsidenten Giulio Andreotti in einer schweren Krise. Russo Iervolino und Martinazzoli, die selbst nicht in die Skandale involviert waren, bemühten sich um einen Neuanfang, der im Januar 1994 in der Umbenennung der Democrazia Cristiana in Partito Popolare Italiano (kurz PPI) resultierte. Russo Iervolino war Interimspräsidentin der PPI bis zum Juli 1994. Sie erreichte, dass die PPI 85 Prozent des Vermögens der zerfallenden DC „erbte“, während 15 Prozent an das abgespaltene Centro Cristiano Democratico (CCD) gingen.
Bei der Parlamentswahl im März 1994 erlitt die PPI eine schwere Niederlage, im Vergleich zur früheren DC verlor sie fast zwei Drittel ihrer Wähler. Russo Iervolino selbst gelang jedoch der Einzug in die Abgeordnetenkammer, wo sie bis 2001 den Wahlkreis von Neapel-Fuorigrotta vertrat. Von 1998 bis 1999 war sie Innenministerin im Mitte-links-Kabinett D’Alema I. Auch in diesem Amt war sie die erste Frau. 1999 galt sie zeitweilig als aussichtsreiche Kandidatin für das Amt der Staatspräsidentin Italiens. Sie erhielt jedoch letztlich nur 16 der 1010 Stimmen in der Wahlversammlung und unterlag damit gleich im ersten Wahlgang dem überparteilichen Kandidaten Carlo Azeglio Ciampi.

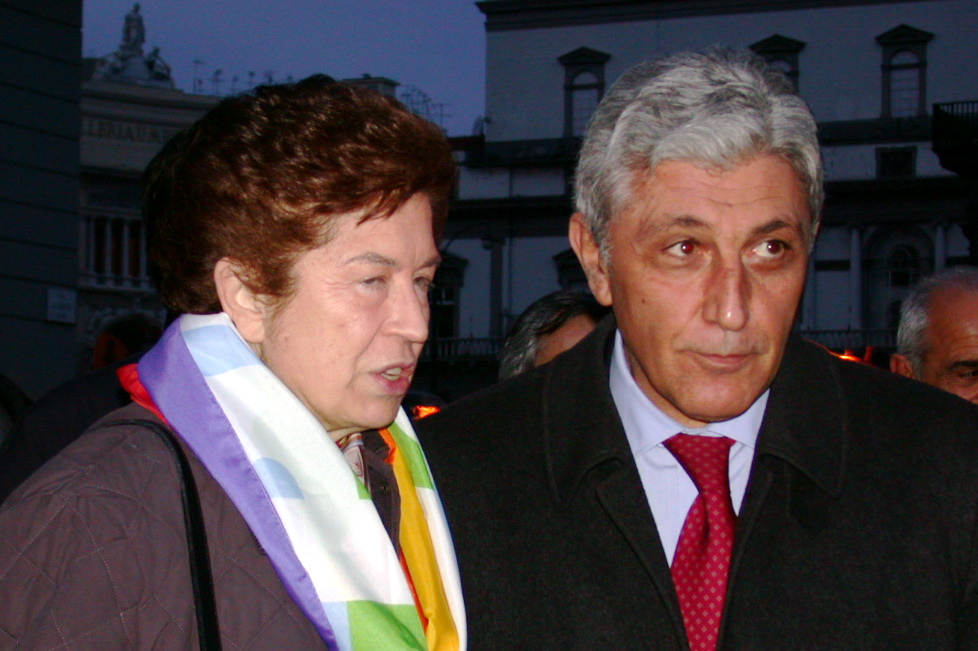
Bürgermeisterin Rosa Russo Iervolino im Jahre 2003 mit Antonio Bassolino, Präsident der Region Kampanien

Bei der Kommunalwahl 2001 wurde sie als Kandidatin des Mitte-links-Bündnisses L’Ulivo mit 48,8 % im ersten Wahlgang und 52,9 % in der Stichwahl zur Bürgermeisterin von Neapel gewählt. Die PPI fusionierte 2002 mit kleineren Parteien des L’Ulivo-Bündnisses zur Democrazia è Libertà – La Margherita, der Russo Iervolino in der Folgezeit angehörte. Bei der Kommunalwahl 2006 gelang ihr die Wiederwahl mit 57,2 % gleich im ersten Wahlgang. Seit 2007 ist sie Mitglied der Partito Democratico, die als Mitte-links-Sammelpartei Nachfolgerin von La Margherita und L’Ulivo ist. Bei Gründung der PD war sie Mitglied des comitato nazionale, also des Vorstands. Bei der Bürgermeisterwahl 2011 trat sie nicht mehr an.

## Der Name
Etwas verwirrend sind die verschiedenen Versionen ihres Namens. Offiziell heißt sie Rosa Iervolino Russo, da laut Gesetz in Italien zum Zeitpunkt ihrer Hochzeit der Geburtsname einer Frau nur vor dem Namen des Ehemanns stehen konnte. So stand ihr Name auch auf dem Wahlzettel. Allgemein gebräuchlich ist jedoch die Reihenfolge Rosa Russo Iervolino. Sie selbst unterschreibt hingegen mit Rosa Russo Jervolino oder kurz mit RRJ. Bei der Schreibung mit ‚I‘ statt mit ‚J‘ handelt es sich um einen Schreibfehler des Einwohnermeldeamtes (das ‚J‘ kommt im italienischen Alphabet eigentlich nicht vor, es findet nur in Fremdwörtern und Eigennamen Verwendung). Ihre Anhänger nennen sie kurz Rosetta.